# Генрі Фонда
Ге́нрі Фо́нда (англ. Henry Jaynes Fonda; 16 травня 1905 — 12 серпня 1982) — американський актор театру та кіно, виконавець драматичних та комедійних ролей у понад 90 мелодрамах, вестернах, детективах та комедіях, батько акторів Пітера і Джейн Фонда. Автор книги спогадів «Моє життя» (1982 рік).

## Біографія
Народився в Гренд-Айленді (штат Небраска) у родині Вільяма Брейса та Герберти Фонди; дитинство провів в Омасі. З дитинства мріяв про журналістику. У 1915 році в газеті «Данді Ньюс» було опубліковано невеличку розповідь Фонди — «Миша». У 1923 році Генрі Фонда поступає до Міннесотського університету на журналістику.
Життя Генрі змінилося після того, як йому запропонували зіграти у п'єсі «Ти і я». Після цього він обирає театральну кар'єру. Спочатку
працю у театрі Генрі Фонда поєднував із службою у кредитному банку. Але незабаром він остаточно переходить до театру. У 1929 році Фонда дебютував на Бродвеї у спектаклі «Гра любові та смерті». До 1934 року він грав малозначні ролі. І тільки після участі у рев'ю «Нові обличчя» йому стали давати головні ролі. У цьому ж році його запросили до Голлівуду, де було укладено угоду на дві картини з гонораром у 1000 доларів за тиждень.
Першим фільмом у кіно для Фонди стала стрічка «Фермер одружується» (The Farmer Takes a Wife, 1935). після цього Генрі Фонда знімається постійно. А з 1939 року здебільшого у видатного режисера Джона Форда. Усі герої Генрі Фонди цього часу — позитивні персонажі, сильні, міцні люди.
Водночас Фонда намагається зіграти й у комедійних кінофільмах — «Леді Єва», 1941 рік. Цей експеримент виявився вдалим.
З початком Другої світової війни, вступом у війну США, Генрі Фонда йде як доброволець на фронт (1942 рік) — вступає до Військово-морських сил. Починав з квартимейстера 30го рангу, а закінчив військову службу у жовтні 1945 року офіцером військово-повітряної розвідки.
Наприкінці 40-х на початку 50-х роках відбувається спад у кар'єрі актора: він усе менше знімається у фільмах. Новим етапом у його акторській діяльності став фільм «Містер Робертс», 1955 рік. Також у 60-70-ті роки Генрі Фонда не тільки активно знімається у кіно, а й бере участь у спектаклях, телевізійних фільмах. Останнім фільмом Генрі Фонда стала стрічка «На золотому озері» (1981 року).

## Фільмографія
| Рік       |     | Українська назва                         | Оригінальна назва                      | Роль                    |
| --------- | --- | ---------------------------------------- | -------------------------------------- | ----------------------- |
| 1981      | тф  | Літнє сонцестояння                       | Summer Solstice                        | Джошуа Тернер           |
| 1981      | ф   | На золотому озері                        | On Golden Pond                         | Норман Теєр молодший    |
| 1980      | тф  |                                          | Gideon's Trumpet                       |                         |
| 1979      | ф   | Місто у вогні                            | City on Fire                           |                         |
| 1979      | ф   | Ванда Невада                             | Wanda Nevada                           |                         |
| 1979      | ф   | Метеор                                   | Meteor                                 |                         |
| 1979      | ф   | Рій                                      | The Swarm                              |                         |
| 1979—1979 | с   | Корені:Наступні покоління                | Roots:The Next Generations             |                         |
| 1978      | ф   | Федора                                   | Fedora                                 | Президент Академії      |
| 1978      | ф   | Велика битва                             | Grande attacco, Il                     |                         |
| 1977      | ф   | Останній з ковбоїв                       | The Last of the Cowboys                |                         |
| 1977      | ф   | Щупальці                                 | Tentacoli                              |                         |
| 1977      | ф   | Американські гірки                       | Rollercoaster                          |                         |
| 1976      | ф   | Капітани й королі                        | Captains and the Kings                 |                         |
| 1976      | ф   | Мідвей                                   | Midway                                 |                         |
| 1976—1980 | с   | Сім'я                                    | Family                                 |                         |
| 1974      | тф  | Кларенс Дарров                           | Clarence Darrow                        |                         |
| 1973      | ф   | Мене звуть Ніхто                         | Mio nome è Nessuno, Il                 |                         |
| 1973      | ф   | День покаяння                            | Ash Wednesday                          |                         |
| 1973      | ф   | Змій                                     | Le Serpent                             |                         |
| 1973      | тф  | Червоний поні                            | The Red Pony                           |                         |
| 1970      | ф   |                                          | The Cheyenne Social Club               |                         |
| 1970      | ф   | Жив собі шахрай                          | There Was a Crooked Man...             |                         |
| 1970      | ф   | Занадто пізно герой                      | Too Late the Hero                      |                         |
| 1970      | ф   | Часом примха велика                      | Sometimes a Great Notion               |                         |
| 1969      | док | Враження від Джона Стейнбека: Письменник | An Impression of John Steinbeck:Writer |                         |
| 1968      | ф   | Якось на Дикому Заході                   | C'era una volta il West                | Френк                   |
| 1968      | ф   | Бостонський душитель                     | The Boston Strangler                   |                         |
| 1968      | ф   | Твоє, моє і наше                         | Yours, Mine and Ours                   |                         |
| 1968      | ф   | Мільйони Мадигана                        | Madigan                                |                         |
| 1968      | ф   | Вогняний струмок                         | Firecreek                              |                         |
| 1967      | ф   | Усе про людей                            | All About People                       |                         |
| 1967      | ф   | Ласкаво просимо до тяжких часів          | Welcome to Hard Times                  |                         |
| 1966      | ф   | Великий куш для маленької леді           | A Big Hand for the Little Lady         |                         |
| 1965      | ф   | Битва за Виступ                          | Battle of the Bulge                    |                         |
| 1965      | ф   | Брудна гра                               | The Dirty Game                         |                         |
| 1965      | ф   | За методом Харма                         | In Harm's Way                          |                         |
| 1965      | ф   | Пияки                                    | The Rounders                           |                         |
| 1964      | ф   | Секс та незаміжня дівчина                | Sex and the Single Girl                |                         |
| 1964      | ф   | Збій системи безпеки                     | Fail-Safe                              | Президент               |
| 1964      | ф   | Найкращий чоловік                        | The Best Man                           | Вільям Расселл          |
| 1963      | ф   | Гора Спенсера                            | Spencer's Mountain                     |                         |
| 1962      | ф   | Як підкорили Захід                       | How the West Was Won                   |                         |
| 1962      | ф   | Найдовший день                           | The Longest Day                        |                         |
| 1962      | ф   | Рада та згода                            | Advise & Consent                       | Роберт Леффінгуелл      |
| 1961—1963 | с   | Шоу Діка Пауелла                         | The Dick Powell Show                   |                         |
| 1959      | ф   | Шериф                                    | Warlock                                | Блейсдейл               |
| 1959      | ф   | Чоловік, що розумів жінок                | The Man Who Understood Women           |                         |
| 1958      | ф   | Зачарована сценою                        | Stage Struck                           |                         |
| 1957      | ф   | Жестяна зірка                            | The Tin Star                           | Морг Хикмен             |
| 1957      | ф   | 12 розгніваних чоловіків                 | 12 Angry Men                           | Восьмий присяжний       |
| 1956      | ф   | Не та людина                             | The Wrong Man                          |                         |
| 1956      | ф   | Війна і мир                              | War and Peace                          | П'єр Безухов            |
| 1955      | ф   | Містер Робертс                           | Mister Roberts                         | лейтенант Дуглас        |
| 1951      | ф   | Бенджі                                   | Benjy                                  |                         |
| 1949      | ф   | Мозаїка                                  | Jigsaw                                 |                         |
| 1948      | ф   | Форт Апачі                               | Fort Apache                            |                         |
| 1948      | ф   | На нашому веселому шляху                 | On Our Merry Way                       |                         |
| 1947      | ф   | Довга ніч                                | The Long Night                         | Джо                     |
| 1947      | ф   | Дейзі Кеньйон                            | Daisy Kenyon                           |                         |
| 1947      | ф   | Втікач                                   | The Fugitive                           |                         |
| 1946      | ф   | Моя дорога Клементина                    | My Darling Clementine                  | Ваєтт Ерп               |
| 1943      | ф   | Випадок у Окс-Боу                        | The Ox-Bow Incident                    | Джил Картер             |
| 1943      | ф   | Безсмертний сержант                      | Immortal Sergeant                      |                         |
| 1942      | ф   | Велика вулиця                            | The Big Street                         |                         |
| 1942      | ф   | Казки Манхеттена                         | Tales of Manhattan                     |                         |
| 1942      | ф   | Каблучки на її пальцях                   | Rings on Her Fingers                   |                         |
| 1942      | ф   | Самець                                   | The Male Animal                        | професор Томмі Тернер   |
| 1941      | ф   | Леді Єва                                 | The Lady Eve                           | Чарльз Пайк             |
| 1941      | ф   | Ти належиш мені                          | You Belong to Me                       | Пітер Кірк              |
| 1940      | ф   | Повернення Френка Джеймса                | The Return of Frank James              | Френк Джеймс            |
| 1940      | ф   | Грона гніву                              | The Grapes of Wrath                    | Том                     |
| 1940      | ф   | Ліліан Рассел                            | Lillian Russell                        | Александр Мур           |
| 1939      | ф   | Барабани долини Махонке                  | Drums Along the Mohawk                 | Гілберт «Гіл» Мартін    |
| 1939      | ф   | Молодий містер Лінкольн                  | Young Mr. Lincoln                      | Авраам Лінкольн         |
| 1939      | ф   | Джессі Джеймс. Герой поза часом          | Jesse James                            | Френк Джеймс            |
| 1938      | ф   | Породження Півночі                       | Spawn of the North                     | Джим Кіммерле           |
| 1938      | ф   | Блокада                                  | Blockade                               | Марко                   |
| 1938      | ф   | Єзавель                                  | Jezebel                                | Престон Діллард         |
| 1937      | ф   | Та сама жінка                            | That Certain Woman                     | Джек В. Меррик мл.      |
| 1937      | ф   | Життя дається один раз                   | You Only Live Once                     | Едді Тейлор             |
| 1936      | ф   | Стежка самотньої сосни                   | The Trail of the Lonesome Pine         | Дейв Толівер            |
| 1935      | ф   | Я занадто багато мрію                    | I Dream Too Much                       | Джонатан «Джонні» Стріт |
| 1935      | ф   | Фермер одружується                       | The Farmer Takes a Wife                | Ден Гарров              |

## Нагороди
- премія Британської кіноакадемії. 1957 рік.
- приз кінофестивалю у Карлових Варах. 1964 та 1981 роки.
- премія Американського кіномистецтва. 1978 рік.
- премія «Оскар». 1981 рік.
- премія «Золотий глобус». 1981 рік.